# Condado de Talbot (Geórgia)
O Condado de Talbot é um dos 159 condados do Estado americano de Geórgia. A sede do condado é Talbotton, e sua maior cidade é Talbotton. O condado possui uma área de 1 022 km², uma população de 6 498 habitantes, e uma densidade populacional de 6 hab/km² (segundo o censo nacional de 2000). O condado foi fundado em 14 de dezembro de 1827.